# Чемпионат России по плаванию на открытой воде 2016
Чемпионат России по плаванию на открытой воде 2016 года прошёл с 9 по 15 июня во всероссийском детском центре «Смена» (село Сукко, МО Анапа, Краснодарский край). Пловцы соревновались на семи дистанциях: 5 км, 10 км и 16 км у мужчин и женщин, 5 км в группе. Также проходили соревнования для спортсменов 14 — 19 лет.

## Призёры

### Мужчины
| Дистанция           | Золото                                | Золото  | Серебро                            | Серебро | Бронза                                | Бронза  |
| ------------------- | ------------------------------------- | ------- | ---------------------------------- | ------- | ------------------------------------- | ------- |
| 5 км 19 участников  | Сергей Большаков Удмуртия             | 56.00   | Александр Астапов Тульская область | 56.32   | Роман Карякин Липецкая область-1      | 56.36   |
| 10 км 18 участников | Антон Евсиков Волгоградская область-2 | 1:58.56 | Сергей Большаков Удмуртия          | 1:58.59 | Роман Карякин Липецкая область-1      | 1:59.03 |
| 16 км 12 участников | Роман Карякин Липецкая область-1      | 3:16.25 | Роман Кожевников Тульская область  | 3:21.38 | Кирилл Украинский Ярославская область | 3:22.03 |

### Женщины
| Дистанция         | Золото                                                | Золото  | Серебро                                | Серебро | Бронза                                | Бронза  |
| ----------------- | ----------------------------------------------------- | ------- | -------------------------------------- | ------- | ------------------------------------- | ------- |
| 5 км 16 участниц  | Ангелина Каргальцева Липецкая обл.-1                  | 1:03.06 | Мария Новикова Волгоградская область-1 | 1:04.17 | Дарья Климова Москва-1                | 1:04.20 |
| 10 км 18 участниц | Анастасия Крапивина Московская обл. — Липецкая обл.-1 | 2:07.30 | Валерий Ермакова Липецкая область-1    | 2:08.37 | Дарья Кулик ХМАО — Югра               | 2:08.40 |
| 16 км 9 участниц  | Анастасия Крапивина Московская обл. — Липецкая обл.-1 | 3:32.46 | Ольга Козыдуб ХМАО — Югра              | 3:33.06 | Софья Колесникова Челябинская область | 3:36.53 |

### Смешанные соревнования
| Дистанция              | Золото                                                              | Золото  | Серебро                                               | Серебро | Бронза                                                           | Бронза  |
| ---------------------- | ------------------------------------------------------------------- | ------- | ----------------------------------------------------- | ------- | ---------------------------------------------------------------- | ------- |
| 5 км в группе 5 команд | Волгоградская область-1 Антон Евсиков Руслан Мандров Мария Новикова | 1:03.03 | Москва-1 Евгений Куликов Даниил Смирнов Дарья Климова | 1:05.56 | Липецкая область Артём Подьяков Никита Некрасов Валерий Ермакова | 1:06.11 |

## Командный зачёт
1. Липецкая область-1 — 297
2. Волгоградская область-1 — 189
3. Ярославская область — 138
4. Москва-1 — 117
5. Удмуртская Республика — 97
6. Тульская область — 89
7. Ханты-Мансийский АО — Югра — 63
8. Московская область — 46,8
9. Республика Татарстан — 34
10. Челябинская область — 28
11. Липецкая область-2 — 22,2
12. Республика Коми — 20
13. Волгоградская область — 2 16
14. Архангельская область — 9
15. Мурманская область — 3